# L-Pipecolato oxidasa
La L-pipecolato oxidasa (EC 1.5.3.7) es una enzima que cataliza la siguiente reacción química:
Por lo tanto los dos sustratos de esta enzima son el L-pipecolato y oxígeno, mientras que sus dos productos son 2,3,4,5-tetrahidropiridina-2-carboxilato y peróxido de hidrógeno.

## Clasificación
Esta enzima pertenece a la familia de las oxidorreductasas, específicamente a aquellas oxidorreductasas que actúan sobre grupos CH-NH como dadores de electrones con oxígeno como aceptor.

## Nomenclatura
El nombre sistemático para esta clase de enzimas es L-pipecolato:oxígeno 1,6-oxidorreductasa. Otros nombres de uso común pueden ser pipecolato oxidasa y ácido L-pipecólico oxidasa.

## Estructura y función
Esta enzima utiliza FAD como cofactor. En algunos organismos esta enzima enlaza con la vía metabólica del ácido alfa-aminoadípico, el cual es precursor de aminoácidos, entre ellos la lisina. En otros organismos participa en la degradación de la lisina.